# 23 Pułk Moździerzy
23 pułk moździerzy (23 pm) – oddział artylerii ludowego Wojska Polskiego.
23 Pułk Moździerzy sformowany został w maju 1951, w garnizonie Starogard Gdański, w składzie 20 Dywizji Zmechanizowanej, według etatu Nr 5/87 o stanie 453 żołnierzy i 12 pracowników cywilnych. 
W 1955 jednostka została rozformowana.

## Skład organizacyjny
- Dowództwo pułku
  - dwa dywizjony moździerzy
  - pułkowa szkoła podoficerska

Uzbrojenie pułku stanowiły czterdzieści dwa 120 mm moździerze wz. 1938.